# 홍성군 (선거구)
홍성군은 대한민국의 옛 국회의원 선거구이다. 당시 충청남도 홍성군 지역을 관할했다.

## 역사
제헌 국회의원 선거를 앞두고 홍성군 전 지역을 관할하는 선거구로 신설되었다.
제6대 국회의원 선거를 앞두고 청양군 선거구와 통합되어 청양군·홍성군 선거구를 이루게 됨에 따라 폐지되었다.

## 역대 국회의원
| 선거   | 정당 | 정당               | 의원   |
| ------ | ---- | ------------------ | ------ |
| 1948년 |      | 대한독립촉성국민회 | 손재학 |
| 1950년 |      | 무소속             | 유승준 |
| 1954년 |      | 자유당             | 김지준 |
| 1958년 |      | 민주당             | 유승준 |
| 1960년 |      | 무소속             | 김영환 |

## 역대 선거 결과

### 대한민국 제헌 국회의원 선거
|  | 44.90% |

|  | 19.70% |

|  | 18.43% |

|  | 11.53% |

|  | 5.42% |

### 대한민국 제2대 국회의원 선거
|  | 100.00% |

|  | 0% |

|  | 0% |

|  | 0% |

|  | 0% |

|  | 0% |

|  | 0% |

|  | 0% |

|  | 0% |

### 대한민국 제3대 국회의원 선거
|  | 37.59% |

|  | 21.09% |

|  | 17.27% |

|  | 12.58% |

|  | 9.00% |

|  | 2.43% |

### 대한민국 제4대 국회의원 선거
|  | 46.14% |

|  | 40.42% |

|  | 13.42% |

### 대한민국 제5대 국회의원 선거
|  | 19.86% |

|  | 18.37% |

|  | 16.17% |

|  | 12.24% |

|  | 10.97% |

|  | 7.17% |

|  | 4.09% |

|  | 3.83% |

|  | 3.72% |

|  | 3.52% |